# Himmerland Rundt
La Himmerland Rundt (oficialmente:Himmerland Rundt "Made in Aars") es una carrera ciclista profesional de un día danesa que se disputa en Himmerland (Jutlandia), a finales del mes de abril.
Desde su creación en 2011 forma parte del UCI Europe Tour, dentro de la categoría 1.2 (última categoría del profesionalismo). En 2013 se integró en el denominado Carreras del fin de semana del noroeste de Jutlandia disputada está entre el GP Viborg y la Skive-Lobet, siendo todas ellas profesionales en la misma categoría.

## Palmarés
| Año  | Ganador          | Segundo                | Tercero              |           |
| ---- | ---------------- | ---------------------- | -------------------- | --------- |
| 2011 | Michael Reihs    | Rasmus Guldhammer      | Søren Pugdahl        |           |
| 2012 | André Steensen   | Nikola Aistrup         | Angelo Furlan        |           |
| 2013 | Yoeri Havik      | Kristian Dyrnes        | Magnus Cort          |           |
| 2014 | Magnus Cort      | Rasmus Guldhammer      | Søren Kragh Andersen |           |
| 2015 | Wim Stroetinga   | Asbjørn Kragh Andersen | Johim Ariesen        |           |
| 2016 | Jonas Gregaard   | Dion Beukeboom         | Krister Hagen        |           |
| 2017 | Nicolai Brøchner | Audun Fløtten          | Nicklas Pedersen     |           |
| 2018 | André Looij      | Emil Vinjebo           | Nicklas Pedersen     |           |
| 2019 | Niklas Larsen    | Nicolai Brøchner       | Bas van der Kooij    |           |
| 2020 | cancelada        | cancelada              | cancelada            | cancelada |
| 2021 | Mathias Larsen   | Nils Lau Nyborg Broge  | Rasmus Bøgh Wallin   |           |
| 2022 | cancelada        | cancelada              | cancelada            | cancelada |

## Palmarés por países
| País         | Victorias |
| ------------ | --------- |
| Dinamarca    | 7         |
| Países Bajos | 3         |